# 楊宜 (正統進士)
楊宜（1404年—？），字彥理，直隸徽州府歙縣人，民籍。明朝政治人物。進士出身。

## 生平
宣德七年举人，正统十三年进士，授监察御史。明英宗北征，宜以老成选守内城。迁广东按察司副使。以廉慎著。

## 家族
曾祖父楊本仁。祖父楊源，贈刑部右侍郎。父亲楊昇，曾任教授，贈刑部右侍郎。兄楊寧。